# Maria de Lourdes Pereira dos Santos Van-Dúnem
Maria de Lourdes Pereira dos Santos Van-Dúnem (* 29. April 1935 in Luanda; † 4. Januar 2006; genannt Lourdes Van-Dúnem) war eine angolanische Sängerin.
In den 1960er Jahren sang sie in der Gruppe von Ngola Ritmos, mit der sie ihr erstes Album Monami aufnahm. Neben ihren Auftritten in Angola besuchte sie mit verschiedenen Tourneen Portugal, Algerien und Brasilien. Die meiste Zeit ihrer Karriere sang sie mit der Gruppe von Jovens do Prenda.
Nach ihrem Tod 2006 nahm selbst Angolas Präsident José Eduardo dos Santos  an ihrer Beisetzung teil.